# HMS Rockwood (L39)
HMS Rockwood (L39) là một tàu khu trục hộ tống lớp Hunt Kiểu III của Hải quân Hoàng gia Anh Quốc được hạ thủy và nhập biên chế năm 1942. Nó đã hoạt động trong Chiến tranh Thế giới thứ hai cho đến khi bị hư hại nặng do trúng bom lượn Henschel Hs 293 phóng từ máy bay gần đảo Kalymos thuộc quần đảo Dodecanese vào ngày 11 tháng 11, 1943. Do việc sửa chữa không có hiệu quả kính tế, nó được cho ngừng hoạt động vào tháng 5, 1944 và bị tháo dỡ năm 1946.

## Thiết kế và chế tạo
Rockwood được đặt hàng vào ngày 23 tháng 8, 1940 cho hãng Vickers-Armstrongs tại Barrow-in-Furness trong Chương trình Chiến tranh Khẩn cấp 1940 và được đặt lườn vào ngày 29 tháng 8, 1941. Nó được hạ thủy vào ngày 13 tháng 6, 1942 và hoàn tất vào ngày 4 tháng 11 năm 1942. Con tàu được cộng đồng dân cư Luton thuộc hạt Bedfordshire đỡ đầu trong khuôn khổ cuộc vận động gây quỹ Tuần lễ Tàu chiến năm 1942. Tên nó được đặt theo rừng săn cáo Rockwood tại Yorkshire, và là chiếc tàu chiến duy nhất của Hải quân Anh được đặt cái tên này.

## Lịch sử hoạt động

### 1942
Sau khi hoàn tất chạy thử máy, Rockwood chuẩn bị để gia nhập Chi hạm đội Khu trục 5 trực thuộc Hạm đội Địa Trung Hải. Nó đi đến Clyde để gia nhập thành phần hộ tống cho Đoàn tàu WS25, rồi khởi hành cùng Đoàn tàu WS25 vào ngày 18 tháng 12 cùng tàu khu trục Quilliam (G09) và các tàu buôn tuần dương vũ trang Carnarvon Castle (F25) và Cheshire (F18) đi Durban, Nam Phi. Thành phần hộ tống trong chặng đầu còn bao gồm các tàu khu trục Badsworth (L03), Haydon (L75) và Wolverine (D78) cho đến ngày 24 tháng 12. Tàu khu trục Ilex (D61) gia nhập thành phần hộ tống vào ngày 27 tháng 12; rồi tiếp tục có thêm các tàu corvette Crocus (K49) và Woodruff (K53) tham gia vào ngày 30 tháng 12, một ngày trước khi Đoàn tàu WS25 đi đến Freetown, Sierra Leone.

### 1943
Sang ngày 3 tháng 1, 1943, Rockwood cùng tàu khu trục Quilliam (G09) và tàu buôn tuần dương vũ trang Cheshire gia nhập trở lại Đoàn tàu WS25, rồi được bổ sung thêm chiếc tàu buôn tuần dương vũ trang HMS Alcantara một ngày sau đó. Alcantara tách khỏi thành phần hộ tống đoàn tàu vào ngày 9 tháng 1; nhưng đến ngày 16 tháng 1 có sự bổ sung của tàu khu trục Express (H61). Sau khi đi đến Durban hai ngày sau đó, Rockwood tách khỏi Đoàn tàu WS25 để độc lập đi sang khu vực Đông Địa Trung Hải qua ngã Hồng Hải. Đặt căn cứ tại Alexandria, Ai Cập, nó hỗ trợ cho hoạt động của Tập đoàn quân 8 tiến quân từ Libya đến Tunisia, và đến tháng 5 đã tham gia hoạt động phong tỏa Cape Bon ngăn chặn quân Đức triệt thoái khỏi Bắc Phi.
Sang tháng 6, Rockwood được bố trí tại khu vực Trung tâm Địa Trung Hải để hoạt động tuần tra và hộ tống vận tải, đồng thời chuẩn bị cho Chiến dịch Husky, cuộc đổ bộ của lực lượng Đồng Minh lên Sicily, Ý. Lực lượng được tập trung tại Algeria và Alexandria cùng các cảng khác dọc theo bờ biển Châu Phi của Địa Trung Hải; và đến ngày 10 tháng 7, con tàu tham gia hộ tống một đoàn tàu thuộc lực lượng đổ bộ tiến đến Sicily.
Sau khi chiến dịch kết thúc vào tháng 8, Rockwood quay trở lại Alexandria, cùng chi hạm đội hoạt động tuần tra và hộ tống vận tải tại khu vực Đông Địa Trung Hải. Sang tháng 9, nó tham gia các hoạt động trong khuôn khổ Chiến dịch Dodecanese, một kế hoạch chiếm đóng các đảo trong vùng biển Aegean vốn do Ý chiếm đóng, nay có nguy cơ lọt vào tay lực lượng Đức quốc xã sau khi Ý đầu hàng.
Vào tháng 10, Rockwood hộ tống các tàu tuần dương đặt căn cứ tại Alexandria, và vận chuyển binh lính cùng tiếp liệu. Nó hoạt động tuần tra từ căn cứ tại Limassol, Cyprus vào ngày 3 tháng 10, nhằm ngăn chặn tàu bè vận chuyển binh lính Đức đến chiếm đóng các đảo của Ý trong biển Aegean; rồi lại cùng tàu khu trục hộ tống Hy Lạp chị em Miaoulis (L91) tuần tra ba ngày sau đó. Đến ngày 8 tháng 10, nó cùng Miaoulis tiến hành càn quét tàu bè đối phương dưới sự hỗ trợ của máy bay Không lực Hoa Kỳ. Sang ngày hôm sau, nó cùng tàu khu trục Panther (G41) hộ tống cho tàu tuần dương hạng nhẹ Carlisle (D67) tiến hành một hoạt động càn quét khác. Lực lượng bị máy bay đối phương không kích nặng nề tại eo biển Scarpanto, khi Panther bị đánh chìm và Carlisle bị hư hại nặng. Rockwood đã trợ giúp kéo quay trở lại Alexandria. Vào ngày 27 tháng 10, trên đường đi đến đảo Kos, nó bị máy bay đối phương tấn công ở vị trí về phía Tây Nam đảo Kastelorizo. Đến ngày 9 tháng 11, nó lại thực hiện một đợt tuần tra càn quét tàu bè đối phương.
Vào ngày 11 tháng 11, Rockwood cùng với tàu khu trục Petard (G56) và tàu khu trục hộ tống Ba Lan ORP Krakowiak (L115) tiến hành bắn phá cảng Kalymnos. Trên chặng đường quay trở về, lực lượng bị đối phương không kích. Một quả bom lượn Henschel Hs 293 điều khiển bằng vô tuyến đã đánh trúng phía đuôi của Rockwood, ở tọa độ 36°23′B 25°32′Đ / 36,383°B 25,533°Đ; và cho dù quả bom không kích nổ, nó vẫn gây hư hại nặng cho phòng bánh lái. Con tàu phải chuyển hướng bằng cách thay đổi tốc độ vòng quay chân vịt, cho đến khi ngập nước lan rộng từ phòng bánh lái sang phòng động cơ. Nó được Petard kéo đến vùng biển Thổ Nhĩ Kỳ trung lập để được sửa chữa tạm thời. Đến ngày 15 tháng 11, nó được tàu chị em Blencathra (L24) kéo quay trở về Alexandria; chuyến đi kéo dài mất năm ngày. Nó được sửa chữa tối thiểu tại Alexandria trong tháng 12, đủ để có thể quay trở về Anh bằng chính động lực của mình.

### 1944 – 1946
Đến ngày 10 tháng 2, 1944, Rockwood gia nhập Đoàn tàu MKS40 cho chuyến đi quay trở về Anh. Tuy nhiên nó không được sửa chữa, và đến tháng 5 được đưa về thành phần dự bị, rồi chuyển đến Hartlepool vào tháng 6 và bị bỏ không tại đây.
Sau khi chiến tranh kết thúc, con tàu được đưa vào danh sách loại bỏ vào năm 1946 và bị bán cho hãng BISCO. Nó được kéo đến Gateshead và được tháo dỡ bởi hãng J J King vào tháng 8, 1946.